# La Settimana Enigmistica
La Settimana Enigmistica è un periodico di enigmistica edito ininterrottamente in Italia dal 1932. Tra i più diffusi e noti settimanali del paese, ha superato i 4850 numeri e può essere acquistato anche all'estero. 
Attualmente viene pubblicato ogni giovedì, mentre fino al 2 gennaio 2014 usciva ogni sabato; dall'estate 2014 è anche scaricabile in formato digitale su tablet iPadOS, Android e Kindle.
L'attuale sede della direzione e della redazione si trova a Milano, nel palazzo Vittoria in piazza Cinque Giornate 10, mentre la sede storica, così come leggibile sul numero 1, era sempre a Milano in via Enrico Noë 43.

## Storia editoriale
La rivista di enigmistica prima per fondazione e per diffusione»
(diciture sulla testata rispettivamente dei numeri pari e dispari della rivista)
La rivista, ispirata al periodico austriaco Das Rätsel, venne fondata da un ingegnere sardo di nobili origini, il grande ufficiale, dottor, ingegner Giorgio Sisini, conte di Sant'Andrea. Dopo la sua morte la direzione venne assunta da Raoul de Giusti, dal 1987 al 2022 da Francesco Baggi Sisini e dal 2022 da Alessandro Bartezzaghi. La rivista nacque a Milano, in un piccolo appartamento preso in affitto da Giorgio Sisini e dalla futura moglie, l'austriaca Idell Breitenfeld, per necessità economica. Il primo numero, ancora con la testata in nero, fu pubblicato in 16 pagine il 23 gennaio 1932 al costo di 50 centesimi di lira; sulla copertina era disegnata l'immagine dell'attrice messicana Lupe Vélez tratta dalla rivista Das Rätsel, ottenuta sagomando le caselle nere del cruciverba. Ha avuto due sole interruzioni alla sua uscita a cadenza settimanale: i numeri 607 del 1943 e 694 del 1945 uscirono dopo circa due mesi a causa degli eventi bellici, e in entrambe le occasioni la rivista si scusò con i lettori. Dalla sua fondazione la rivista vanta fra i suoi collaboratori i più famosi enigmisti italiani, tra cui lo stesso fondatore, che creò enigmi per i lettori sino agli ultimi giorni di vita, oltre a Piero Bartezzaghi e Giancarlo Brighenti. Può essere considerato, probabilmente, il capostipite dei giornali di enigmistica italiana, almeno per quanto riguarda la diffusione di quest'arte presso il grande pubblico, tant'è che una delle didascalie in cima alla prima pagina di copertina, sopra il titolo, recita che La Settimana Enigmistica è "la rivista che vanta innumerevoli tentativi di imitazione!" (in passato invece che la parola innumerevoli si era arrivati a numerare la cifra delle imitazioni fino a quota 205, poi evidentemente sorpassata). Per certi versi questo periodico rappresenta una vera e propria "icona" storica dell'enigmistica italiana. Numerosi altri periodici sono infatti sorti sulla scia della sua popolarità. Una caratteristica che tuttavia rende unica La Settimana Enigmistica, se si esclude il periodo degli anni '50 e '60, è quella di non accettare pubblicità al suo interno e di usarla solo in estate per la propria diffusione. Il 22 novembre 2008 ha toccato il traguardo dei 4000 numeri pubblicati; per festeggiarlo, i cinque numeri precedenti hanno ospitato un concorso dedicato all'Italia, inoltre tale numero ha avuto una foliazione di 56 pagine. Il 21 giugno 2018 invece, il trafiletto in basso ricorda che "questo è il 4500º numero della nostra rivista!". Il 20 gennaio 2022, per ricordare il 90º anniversario, come nel 2008 sono state aggiunte otto pagine, dove sono stati proposti alcuni giochi storici tratti dagli anni passati, tra cui lo schema della copertina del primo numero.
L'espressione "Parole crociate", comune in Italia come sinonimo di cruciverba, è un marchio registrato dalla rivista.
Dal luglio 1995, in occasione dell'ultimo restyling, la rivista è affiancata da Il Mese Enigmistico (nato come Il Blocco Enigmistico e poi rinnovato a maggio 2016), edizione antologica della Settimana, inizialmente bimestrale, poi edito in forma mensile, che oltre ad avere alcuni giochi della "sorella" propone anche alcune esclusive e spesso riedita personaggi da tempo assenti.
Per il periodo di Expo 2015, ogni 2-3 settimane ha proposto giochi dedicati al tema dell'alimentazione.
Dall'11 luglio 2019 a ottobre si aggiunge Il Weekend Enigmistico, di 16 pagine: con cadenza quindicinale, esce di sabato nel periodo estivo-autunnale e si può anche acquistare insieme alla Settimana. Dal 18 giugno 2020 questo periodico si rinnova e diventa La Settimana Corta, con 24 pagine (la metà rispetto al periodico da cui deriva), edita il giovedì, e portata a 32 pagine nel 2021 col nome La Settimana Enigmistica Corta, fino al 2024. In tale anno si aggiunge anche il libro di 92 pagine Bar Vacanze, che avrà un secondo volume in inverno. Nel 2023 è edito un nuovo mensile estivo, La Vacanza Enigmistica.
Dal 2017 si è aggiunto anche il settimanale, in edicola ogni giovedì, La Settimana Enigmistica – i Sudoku, interamente dedicato a questa tipologia di gioco.

## Veste tipografica
La veste tipografica della rivista, il cui ultimo, seppur leggero, restyling è datato 1995, è ormai consolidata da parecchi anni: il settimanale ha sempre 48 pagine e al suo interno molti giochi e rubriche mantengono la medesima pagina di collocazione da decenni. Il titolo sulla copertina è scritto alternativamente nei colori blu, verde e rosso (quest'ultimo nei numeri multipli di tre), che si susseguono nell'ordine indicato. In copertina è sempre presente uno schema di parole crociate molto semplice con la foto in scala di grigi di un personaggio del mondo dello spettacolo, dello sport, della musica, del teatro o del cinema, il cui nome è scritto sotto lo schema; in due occasioni si è avuto un ritratto a colori con artisti rinascimentali: nel numero 4554 venne pubblicato l'autoritratto di Leonardo da Vinci, nel numero 4622 Raffaello Sanzio. Per convenzione, sui numeri pari della rivista il personaggio è di sesso maschile, sui numeri dispari è di sesso femminile; una notevole eccezione ci fu nell'aprile 2002 quando comparvero, in ordine, i comici del trio Aldo, Giovanni e Giacomo. Nel numero 1 apparve Lupe Vélez, nel 1000 Tyrone Power, nel 2000 Michel Piccoli, nel 3000 Michael Douglas, nel 4000 George Clooney. La stessa foto è collocata in un angolo del cruciverba e col progredire delle uscite settimanali ruota in senso orario (in alto a sinistra, in alto a destra, in basso a destra e in basso a sinistra) ritornando nella stessa posizione dopo 4 numeri.
In basso c'è una striscia che può contenere le frasi citate a inizio pagina o rimandare ad alcuni giochi e concorsi; in dicembre e nei primi numeri di gennaio dà le indicazioni per gli abbonamenti in Italia e all'estero.
Sempre dal 1995 è stato introdotto il colore, inizialmente solo in alcuni giochi e quiz in forma saltuaria, poi più stabilmente dagli anni 2010.
Dal numero 4519 i principali font tipografici della rivista sono stati cambiati: sono il Myriad e il Times Roman. Dal numero 4604, dopo 25 anni, si rinnova leggermente la testata: è aumentata di dimensione, la data è scritta in formato numerico e non più per esteso, le informazioni per gli abbonamenti sono spostate a pagina 2 ed è stata aggiunta la ® alla scritta "Parole crociate" in prima pagina, a sottolineare il carattere di marchio registrato. Dal numero 4645 del 1º aprile 2021 i giochi particolarmente difficili sono contrassegnati da un quadrato rosso.

## Contenuto
Oltre ai comuni schemi di parole crociate (normali, crittografate, facilitate, a schema libero, sillabiche), La Settimana Enigmistica propone:
- varianti divenute ormai classiche, come le Parole crociate senza schema, le Cornici concentriche, gli Incroci obbligati (uno schema a pag. 40, in taluni fascicoli un secondo schema a pag. 32), la Ricerca di parole crociate (a pag. 38), le Parole crociate crittografate, le Parole crociate bifrontali e altre che hanno sempre come sfondo le parole;
- giochi che costituiscono un appuntamento fisso per il lettore, come Il Bersaglio;
- sezioni di enigmistica classica, come La pagina della Sfinge, lo spazio dei rebus noto come L'antologia di Edipo o Vetrina di rebus, le loro appendici e le varie antologie di giochi classici;
- quiz, come Vero o falso?, L'Edípeo enciclopedico (a pag. 5), Il piacere di saperlo!, Forse che sì… Forse che no (a pag. 45), Se non lo trovate… ve lo dico io (a pag. 28) editi ogni settimana, e alcuni periodici come Granellini e i tematici Siete sportivi?, Siete buongustai?, Affari & Affini, o dedicati a un preciso argomento;
- giochi illustrati di vario tipo, spesso incentrati sulla ricerca di particolari alterati o mancanti, come Aguzzate la vista, Che cosa manca?, Il confronto;
- giochi di difficoltà semplice, come Che cosa apparirà? e La pista cifrata, e quelli presenti a pagina 14;
- il quesito a carattere giuridico di Se voi foste il giudice, ispirato a un caso reale della giurisprudenza italiana;
- il caso poliziesco;
- la prova d'intelligenza;
- raccolte di notizie curiose o insolite, ma tutte verificate, come Forse non tutti sanno che…, Strano, ma vero!, Spigolature, Leggendo qua e là…, Perché? (in quest'ultimo gli autori ricevono 15 euro);
- giochi di carattere logico matematico, come Calcolo enigmatico (a pag. 12), Prova d'intelligenza, alcuni quesiti di Se non lo trovate… …ve lo dico io:, oltre a problemi di Scacchi, Dama, Bridge (di solito a pag. 44), Backgammon, e uno schema di Sudoku (a pag. 12).

Non mancano le pagine dedicate all'umorismo, con barzellette, come Risate a denti stretti e Domande bizzarre composte col contributo dei lettori, premiati (almeno nel secondo caso) con 15 euro, e vignette, alcune delle quali possiedono un titolo che indica una ben definita situazione umoristica che si è cristallizzata nel linguaggio comune: è il caso, ad esempio, de Le ultime parole famose. Fra le altre vignette e strisce a fumetti si ricordano Lillo il cane saggio, Osvaldo, lo Spot mitologico, e le Schegge di follia che spesso contengono al loro interno brevi quiz o battute. Raccolte di vignette sono Antologia del buon umore e Per rinfrancar lo spirito… tra un enigma e l'altro.
Ogni settimana viene proposto almeno un concorso; dal 1995 sono presenti anche immagini a colori. Dal 2005 la rivista pubblica in ciascuna edizione un diverso schema di sudoku, dimostrando notevole capacità di rinnovamento, testimoniata anche dai più recenti Verbis, Imago e Crittonews.
Una caratteristica che rende la rivista degna di attenzione per i collezionisti e per i solutori è la catalogazione rigorosa (con numeri progressivi) di tutti i quesiti e di tutte le voci incluse nelle raccolte di quiz e di curiosità. Il numero che compare sulle parole crociate della prima pagina indica il numero complessivo dei giochi pubblicati, numerazione che fino al 1995 proseguiva anche nelle pagine interne, mentre a partire dal 1995 i giochi interni sono contrassegnati da un numero composto così: le prime due cifre corrispondono alle ultime due del numero della rivista, le altre dal numero d'ordine che quel gioco ha nella rivista, con uno zero riempitivo per i primi 9. Per esempio: il gioco Parole intrecciate 2956 del 13 giugno 2009 è il 56º gioco della rivista numero 4029.
Quest'uso ragguardevole della numerazione da un lato agevola la ricerca delle soluzioni, normalmente inserite nella rivista della settimana successiva (le soluzioni dei quesiti a concorso invece sono pubblicate sul terzo numero successivo al corrente), dall'altro consente di verificare la persistenza (e di conseguenza anche l'indice di gradimento) di una determinata rubrica.
Una particolarità: se la terza cifra del numero è uno zero, non appare "0002", "0003" … "00100", "00101" …; ma (esempio fatto per il numero 4200 del 22 settembre 2012): "20002", "20003" … "200100", "200101" …

### Posizionamento fisso di giochi e rubriche
Pur essendosi rinnovata in alcune occasioni, La Settimana Enigmistica è particolarmente attenta ad essere sempre uguale a sé stessa, tanto che i suoi lettori hanno la possibilità di trovare regolarmente, non solo nella stessa pagina ma addirittura nella stessa posizione alcuni appuntamenti a cui sono legati; qui di seguito il posizionamento dal 1995 di molti di questi, inalterati da moltissimo tempo.
- Parole crociate a pagina 1
- Le soluzioni dei concorsi a pagina 2
- La pagina della Sfinge (occasionalmente accompagnata nei numeri dispari che divisi per 4 danno resto 1 da un gioco legato ai quesiti risolti, La sottrazione della sfinge), presente fin dal primo numero a pagina 3
- Leggendo qua e là a pagina 4
- L'edìpeo enciclopedico a pagina 5
- Appendice alla pagina della Sfinge e dei rebus speciali (per lo più Anarebus) a pagina 6
- Parole crociate a pagina 7
- Che cosa apparirà? e La pista cifrata a pagina 8
- Due schemi di Parole crociate facilitate a pagina 9
- Risate a denti stretti oppure un gioco, e uno spazio sui rebus (Vetrina di rebus o L'antologia di Edipo) a pagina 10
- Due schemi di Parole crociate a pagina 11
- Spigolature, Sudoku e uno tra Calcolo enigmatico e Backgammon a pagina 12
- Due schemi di Parole crociate a schema libero o, nei numeri divisibili per 5, Un grande schema libero per tutti a pagina 13
- Giochi con basso grado di difficoltà a pagina 14
- Antologia del buon umore a pagina 15
- Perché…? a pagina 16
- Uno schema di Parole crociate sillabiche (normali o bi-triletterali) a pagina 17
- Forse non tutti sanno che… a pagina 19, rubrica di brevi curiosità di cultura generale[12]
- Una gita a… è uno schema di parole crociate in cui alcune definizioni sono costituite da foto che rappresentano una località italiana o, talvolta, straniera, il cui nome si può scoprire solo risolvendo lo schema. I lettori sono invitati a suggerire la località inviando foto e descrizione dei luoghi di interesse. In alternativa si trova uno schema dedicato a un altro argomento come quadri o film famosi a pagina 21
- Il bersaglio e Se non lo trovate… a pagina 28
- Parole crociate a pagina 29
- Parole crociate a schema libero a pagina 33
- Rebus e un gioco basato su frasi (Frasi in cocci, Ricerca di frasi, L'unione fa la frase o Frasi intarsiate) a pagina 36
- Parole crociate a schema libero a pagina 37
- Ricerca di parole crociate a pagina 38
- Domande bizzarre e Strano, ma vero! a pagina 39, simile a Non tutti sanno che, curiosità su fatti strabilianti, più o meno documentati.
- Rebus stereoscopico e Incroci obbligati a pagina 40
- Parole crociate a schema libero a pagina 41
- Per rinfrancar lo spirito… …tra un enigma e l'altro alle pagine 42 e 43
- Parole crociate senza schema, Scacchi, Dama e Bridge a pagina 44
- Forse che sì, forse che no (40000 quesiti raggiunti con il numero 4226 del 23 marzo 2013), due rebus e altri enigmi (fino al 1995 era Appendice alla pagina della Sfinge) a pagina 45
- Risposte e soluzioni dei quesiti del numero attuale (a volte non tutti) a pagina 46
- Soluzioni di quesiti numero precedente alle pagine 47 e 48

Enigmi come le Parole crociate crittografate, le Cornici concentriche, alcuni quiz (Il piacere di saperlo, Vero o falso?, Quale delle tre?), il caso poliziesco e i giochi sulle differenze tra immagini, pur essendo sempre presenti, hanno collocazioni variabili.
Pazza Parola è una rubrica con definizioni strampalate che viene proposta saltuariamente all'interno della rivista. Un esempio: "Aggrottare: Movimento che i cavernicoli eseguivano con le arcate sopraccigliari".

## Alcuni personaggi
- i pittori Pen e Nello nella sfida de I due pittori;
- Anselmo e la sua famiglia in Come fareste, voi?;
- lo scultore Victor in Rottam-art, nuovo stile;
- le pettegole Magda e Lena nel gioco Le due pettegole;
- l'illusionista Astolfo, L'uomo invisibile del gioco omonimo;
- un altro illusionista, Prestigino, nel Gioco di prestigio;
- il signor Gedeone in alcune prove di intelligenza;
- il poliedrico signor Brando in Suspense!, gioco deduttivo edito in estate che racconta uno strano avvenimento la cui causa, come un "giallo", va svelata grazie all'intuito e a una lista di indizi dal titolo "Sappiate che:";
- l'anziana signora Matilde ne L'oscura ragione;
- Oscar, L'amico degli animali;
- il professor de Nuvolis nei suoi Immaginari viaggi nel tempo;
- Policarpo Chilossà in un gioco che chiede di indovinare un autore famoso;
- Guerrin La Volpe ne Le astuzie di Guerrin La Volpe, che ha sostituito l'ispettore Bracco, non più edito, in giochi deduttivi dedicati ai bambini e ragazzi;
- Viviana, la maga quasi infallibile ne Il tuo oroscopo dice che…;
- la Susi nel famoso quesito omonimo a concorso con premi, proposto quasi sempre dall'amico Gianni;
- Il corvo parlante, anch'esso concorso a premi su un oggetto da trovare in una vignetta, indicato dal volatile il cui testo viene scombinato in sillabe da ricomporre;
- i tanti investigatori del gioco poliziesco settimanale: Rufus, Leo, Martin, Volponi, Arrigo, Bencipensa, il Commodoro, Parix; a questi si sono uniti un ladro, Proteus, che colleziona sempre fiaschi, e il non più edito Max, i cui casi sono per la prima volta a colori, così come quelle delle altre recenti new entry Bananas, Martan, Mac, Smart, Paul Rock, Ferri, Fibbs,  Riva nonché Pilade (quest'ultimo è stato edito a lungo in b/n); l'ispettore Spot invece, non compare mai all'interno di tale spazio.

I lettori meno giovani ricorderanno:
- Gianni Telodice, con i suoi impossibili problemi;
- il maldestro scapestrato de Le malefatte di G. Dubol, succeduto da Proteus;
- l'ispettore Malcivede ne I casi dell'Ispettore Malcivede, dal cui nome si deduce la propria incapacità davanti a dei furfanti palesi. Ad esso succederà l'omologo Agente Zero.
- un raffinatissimo e affettato ispettore Lupin, omonimo del ladro gentiluomo della letteratura, capace con il suo genio di rapidissime soluzioni;
- un francofono Ispettore Renard e un italianissimo Ispettore Varga, dall'immagine memoria dei personaggi polizieschi dell'immediato dopoguerra.
- un investigatore canino con pipa e cappello, L'ispettore Bracco, conoscitore dell'etologia degli animali sospetti, dagli impossibili nomi greco-arcaici, probabile omaggio all'autore ellenico Esopo;
- il signor Sonquì, in l'uomo giusto al posto giusto al momento giusto, e nei suoi intercalare Dite, dite! e Io osservo, rifletto e deduco;
- Le avventure di Ricky, nelle sue avventure per i più piccoli, che aveva sostituito l'impareggiabile Piero;
- Busillis in Il cavalier Busillis la sa lunga…;
- Il regista Burberoni in Burberoni, regista perfezionista.

Si ricordano anche i protagonisti di alcune strisce, quali:
- Andy Capp, che in italiano è diventato Le vicende di Carlo e Alice, edito per la prima volta in Italia proprio dalla Settimana nel 1960, e pubblicato, anche in forma di antologia, fino al 2008;
- Willy 'n Ethel, che in italiano diventano lo scioperato cronico Diego e sua moglie Norma in Diego e Norma rapporto di coppia;
- Drabble di Kevin Fagan, che in italiano è diventata La famiglia Belbelli;
- Il tenero Giacomo, un simpatico omino con baffi e bombetta, al quale erano dedicate due vignette (alle pagine 12 e 48) che rinviavano l'una all'altra per la comprensione della scena. L'autore, Hans Jürgen Press, è morto nel 2002. Il personaggio originario era Der kleine Herr Jakob.
- le Schegge di follia;
- The Born Loser, in italiano Renato, perdente nato;
- La bisbetica Martina;
- Osvaldo;
- Duplex, con protagonisti lo sfortunato Eno e il suo cane Zanna;
- Zits, in italiano Il mondo di Bruno;
- Fred Basset, in italiano Lillo;
- Le vignette delle serie americane Non sequitur e Bound & Gagged;

Da ricordare anche i personaggi delle battute e barzellette presenti nelle pagine, come:
- i coniugi della vignetta Le ultime parole famose disegnata per tanti anni da Bort;
- i coniugi Severino e Loretta;
- Che tormento…, inserito a pagina 12 al posto del tenero Giacomo e sostituito nel 2005 dal sudoku.

## Influenze culturali
- La reputazione delle citate rubriche ha generato un personaggio televisivo interpretato dal comico Maurizio Ferrini nel programma anni ottanta Quelli della notte; trattasi di un opinionista formatosi guarda caso con il settimanale, dal quale cita notizie con tanto di numero di pubblicazione, ovviamente non verificabili giacché risalgono agli albori della rivista.
- Il settimanale ha collaborato alla produzione del quiz TV di Iris Parole crociate.

## Redattori e collaboratori
Tra i redattori e collaboratori della rivista del passato si ricordano: Piero Bartezzaghi, Giancarlo Brighenti, Aldo Nugnes, Gianni Corvi, Pietro Carraturo, Bruno Bozzoli, Bruno Makain, Claudio Medaglia, Ignazio Antinoro, Attilio Ghilardi, Carlo Squillante, Guido Iazzetta, Mario Bortolato, Paolo Piffarerio.
Tra gli attuali: Alessandro Bartezzaghi, Alfredo Baroni, Riccardo Benucci, Giuliano Di Muro, Massimo Malaguti, Andrea Maraventano, Fortunato Oliviero, Andrea Ravasio.

## Nella cultura di massa
Nella canzone Sotto le stelle del jazz del cantautore Paolo Conte, la rivista è considerata un metro di misura del tempo, diventando un nome comune per antonomasia: «ma quanta notte è passata / nel tempo fatto di attimi / e settimane enigmistiche».